# Will Leer
Will Leer (ur. 15 kwietnia 1985 w Minnetonka) – amerykański lekkoatleta specjalizujący się w biegach średniodystansowych.
Czternasty zawodnik igrzysk panamerykańskich (2011). W 2014 był szósty w biegu na 1500 metrów podczas halowych mistrzostw świata w Sopocie.
Złoty medalista mistrzostw Stanów Zjednoczonych.

## Osiągnięcia
| Rok  | Impreza                   | Miejsce     | Konkurencja         | Lokata      | Wynik   |
| ---- | ------------------------- | ----------- | ------------------- | ----------- | ------- |
| 2009 | DécaNation                | Paryż       | bieg na 1500 metrów | 1. miejsce  | 3:48,65 |
| 2010 | Halowe mistrzostwa świata | Doha        | bieg na 1500 metrów | eliminacje  | 3:42,16 |
| 2011 | Igrzyska panamerykańskie  | Guadalajara | bieg na 1500 metrów | 14. miejsce | 4:04,13 |
| 2011 | DécaNation                | Nicea       | bieg na 1500 metrów | 1. miejsce  | 3:58,82 |
| 2014 | Halowe mistrzostwa świata | Sopot       | bieg na 1500 metrów | 6. miejsce  | 3:39,60 |

## Rekordy życiowe
- bieg na 1500 metrów (stadion) – 3:34,26 (2014)
- bieg na 1500 metrów (hala) – 3:37,89+ (2013)
- bieg na milę (hala) – 3:52,47 (2014)